# 129154 Georgesondecker
129154 Georgesondecker este o planetă minoră (asteroid) din centura de asteroizi. A fost descoperită pe 10 martie 2005 la Mount Lemmon⁠(d) de Mount Lemmon Survey⁠(d). 
Obiectul prezintă o orbită caracterizată de o semiaxă mare de 2,3324158891015 UAi, o excentricitate de 0,18, o înclinație de 2,7 ° în raport cu ecliptica.